# Candido De Giovanni
Candido De Giovanni (Casale Monferrato, 2 maggio 1896 – Vercelli, 21 gennaio 1969) è stato un calciatore italiano, di ruolo portiere.

## Carriera
Debutta in massima serie con il Casale già nel 1913, e ottiene maggior spazio a partire dall'anno successivo; è considerato, in quel primo periodo, uno dei migliori portieri d'Italia, e arriva a partecipare ad alcune selezioni per la composizione della Nazionale, ed a giocare alcune gare internazionali non ufficiali. Dal 1923-1924 in poi disputa 42 gare in Prima Divisione nell'arco di tre stagioni, alle quali ne segue una tra i cadetti.
Nel 1927 lascia la società nerostellata e passa al Novara, con cui gioca una stagione totalizzando 20 presenze in Divisione Nazionale.

## Palmarès

### Club

#### Competizioni nazionali
- Campionato italiano: 1

Casale: 1913-1914